# Longessaigne
Longessaigne is een gemeente in het Franse departement Rhône (regio Auvergne-Rhône-Alpes) en telt 511 inwoners (1999). De plaats maakt deel uit van het arrondissement Lyon.

## Geografie
De oppervlakte van Longessaigne bedraagt 11,8 km², de bevolkingsdichtheid is 43,3 inwoners per km².
De onderstaande kaart toont de ligging van Longessaigne met de belangrijkste infrastructuur en aangrenzende gemeenten.

## Demografie
Onderstaande figuur toont het verloop van het inwonertal (bron: INSEE-tellingen).